# 상병헌
상병헌(尙炳憲, 1966년 6월 25일 ~ )은 대한민국의 정치인이다. 제3·4대 세종특별자치시의원이다.

## 학력
- 대전동산고등학교
- 국민대학교 법과대학 법학과 졸업

## 경력
- 열린성북개혁포럼 상임대표
- 열린우리당 서울시당 청년위원회 부위원장
- 더불어민주당 세종특별자치시당 조직국장
- 제19대 대통령선거 문재인 대통령후보 정무특보
- 제20대 총선 이해찬 후보 공동선대본부장
- 제21대 총선 강준현 후보 공동선대본부장
- 더불어민주당 중앙당 부대변인
- 대통령직속국가균형발전위원회 국민소통특별위원
- 세종특별자치시의회 대학캠퍼스유치특별위원회 위원장
- 2018.07 ~ 2022.06 제3대 세종특별자치시의회 의원
  - 제3대 세종특별자치시의회 교육안전위원회 위원장
- 2022.01.16 ~ 03.10: 더불어민주당 이재명 후보 세종시 을 정당선거사무소장
- 더불어민주당 중앙당 정책위원회 부의장
- 2022.07 ~ : 제4대 세종특별자치시의회 의원
  - 2022.07 ~ 2023.05: 제4대 세종특별자치시의회 전반기 의장
  - 2024.07 ~ : 제4대 세종특별자치시의회 후반기 행정복지위원회 위원
- 2022.07 : 제18대 대한민국시도의회의장협의회 정책위원장

## 역대 선거 결과
|  | 36.26% |

|  | 87.39% |

|  | 64.74% |